# Ruhmeshalle de Munich

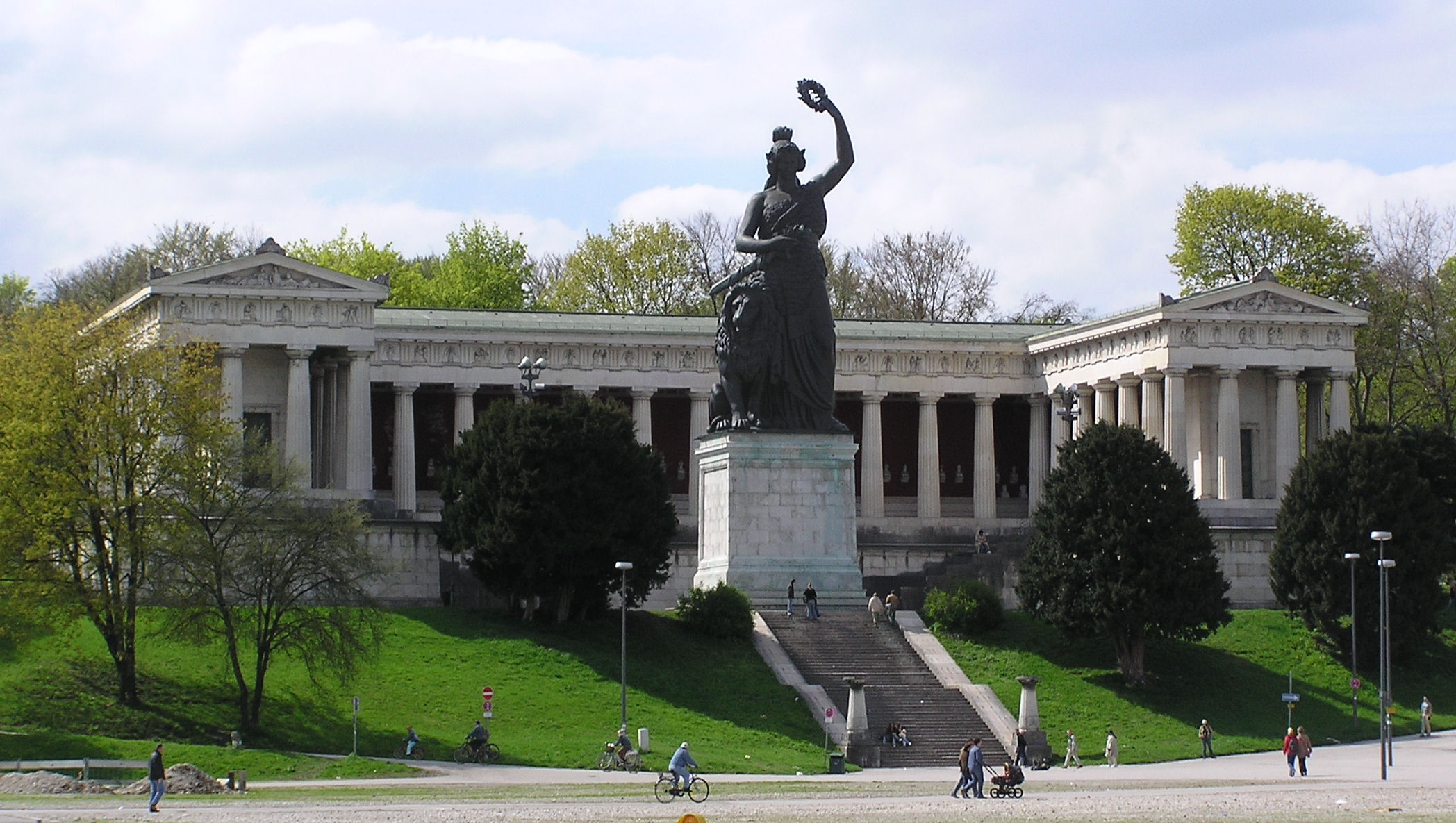
Le Ruhmeshalle avec la Bavaria, 2006

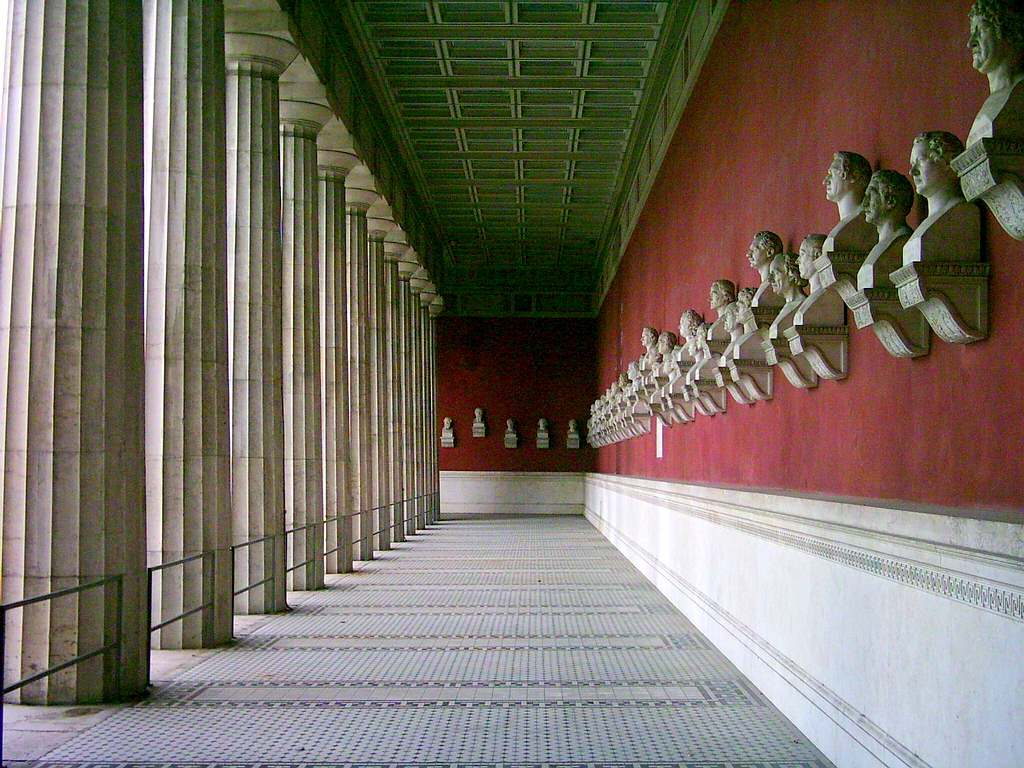
Vue intérieure du Ruhmeshalle

Le Ruhmeshalle est un temple dorique à trois ailes, commandé par le roi Louis Ier de Bavière et dessiné par Leo von Klenze, qui se trouve sur la Theresienwiese à Munich. Avec la Bavaria, une statue allégorique de la Bavière, dont il est indissociable, il forme la partie principale du complexe du Bavariapark. 
Le temple est large de 68 mètres, a une profondeur de 32 mètres et une hauteur de 16 mètres. Il est construit sur un socle de 4,3 m de haut. Ses 48 piliers ont une hauteur de 6,95 m et un diamètre de 1,25 m. La pierre utilisée pour la construction de l'édifice est du calcaire venant essentiellement d'Untersberg près de Salzbourg.

## Histoire de sa construction

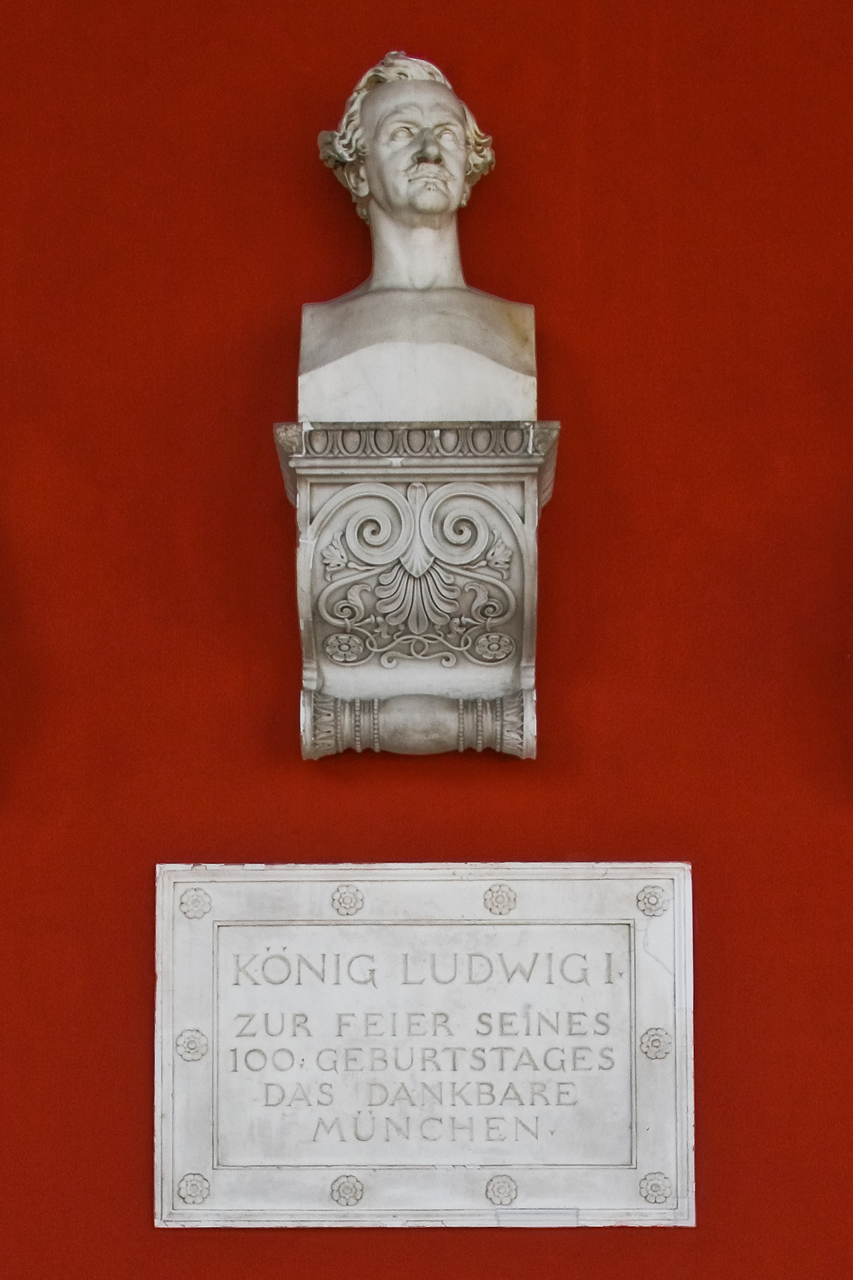
Buste de Louis Ier dans le Ruhmeshalle

### Contexte historique
La jeunesse du futur Louis Ier est marquée par le conflit qui oppose Napoléon à l'Autriche. La Bavière se trouvant entre les deux belligérants se retrouve objet de convoitise et est l'objet de beaucoup de tractations diplomatiques. Durant les guerres napoléonienne elle est le terrain de nombreuses batailles, cela a de nombreuses conséquences nuisibles. En 1805, Napoléon « libère » la Bavière lors des guerres contre la troisième coalition et la transforme en royaume. Cependant l'arrêt des combats n'est que de courte durée et ce n'est qu'en 1813 avec la bataille de Leipzig que le nouveau royaume retrouve une paix durable.
Dans ce contexte Louis a déjà en tant que prince héritier la volonté de réunir la Bavière, qui vient d'acquérir de nouveaux territoire en Souabe et en Franconie et de promouvoir la nation allemande. Cela a pour conséquences la construction de nombreux monuments nationaux comme le pilier de la constitution à Gaibach en 1828, le Walhalla proche de Ratisbonne en 1842, le Ruhmeshalle à Munich en 1853 et le Befreiungshalle à Kelheim en 1863.
Le roi finance ces ouvrages grâce à sa fortune personnelle. En s'inspirant d'œuvre d'art et de monuments existants, ils doivent sur le fond et dans la forme  représenter l'unité, politique en particulier, ce qui est particulièrement remarquable en Allemagne.
Par ailleurs, Louis, qui a accédé au trône en 1825 avec la mort de son père, est passionné par la Grèce. Il est un amoureux de son antiquité en particulier et veut transformer Munich en une véritable Athènes de l'Isar. Le second fils de Louis, Othon, devient également par la suite roi de Grèce en 1832.

### Débuts
L'idée de la construction d'un monument pour honorer les grands hommes de la nation prend le temps de mûrir. Louis Ier, alors qu'il est prince héritier, fait des ébauches d'un monument patriotique. Le 25 juillet 1809 il demande au peintre Johann Georg von Dillis, et à l'historien Lorenz Westenrieder de faire un inventaire de toute la Bavière, de tous les métiers et tous les ordres, et de procéder à la réalisation des œuvres associées.
En mai 1828, l'ancien ministre de l'Intérieur et écrivain Eduard von Schenk dépose à Louis, qui a été couronné entretemps, une liste des Bavarois les plus illustres, qui complète celle déjà réalisé par Hofmayr. 

### Appel d'offres
Louis, quand il est encore prince héritier, dessine déjà des plans pour ses futurs monuments patriotiques. Ils listent en particulier tous les métiers et tous les ordres de la grande Bavière. En 1833, il démarre le processus de sélection pour ses projets de construction. La compétition entre les projets se focalise d'abord sur les idées à propos du Ruhmeshalle. Le cahier des charges de l'appel d'offres ne pose que les grandes lignes du projet : le hall doit être érigé sur la Theresienwiese et permettre l'exposition de 200 bustes. Le seul annexe est : « le bâtiment ne doit pas être une copie ni du Walhalla, ni du Parthénon, dont on ne dénombre plus les imitations ».
Cela n'exclut pas l'utilisation du style néoclassique, déjà présent pour le Walhalla, cependant cela incite plutôt les architectes à proposer un autre style. 

#### Romantisme contre classicisme
L'histoire du bâtiment et de l'architecture de l'époque en général peuvent être comprise grâce à l'étude des différents projets en compétition qui ont été conservés jusqu'à nos jours. Deux visions s'affrontent : d'un côté les classiques, inspirés de l'esthétique de l'Antiquité, grecque et romaine, de l'autre les romantiques, inspirés principalement du Moyen Âge. Mais cette fracture n'est pas seulement architecturale, ce sont deux visions du monde qui s'affrontent. 
Cette lutte débute au XIXe siècle, après le congrès de Vienne et atteint son apogée dans les années 1830. La discorde ne vient pas tant de problèmes artistiques que politiques. L'occupation par Napoléon de l'Allemagne avait permis une union sacrée entre les nationalistes, mais son départ les divise. Cette division est visible dans le monde artistique avec d'un côté les classiques qui veulent poursuivre l'idéal des lumières d'une nation culturelle, de l'autre les romantiques associent la Nation avec le peuple, la religion, l'histoire et la tradition.

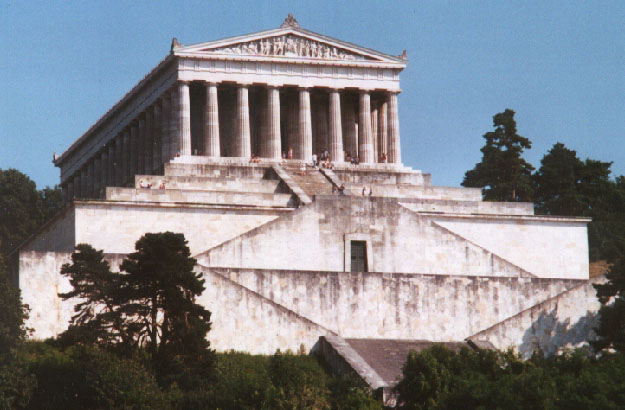
Le Walhalla

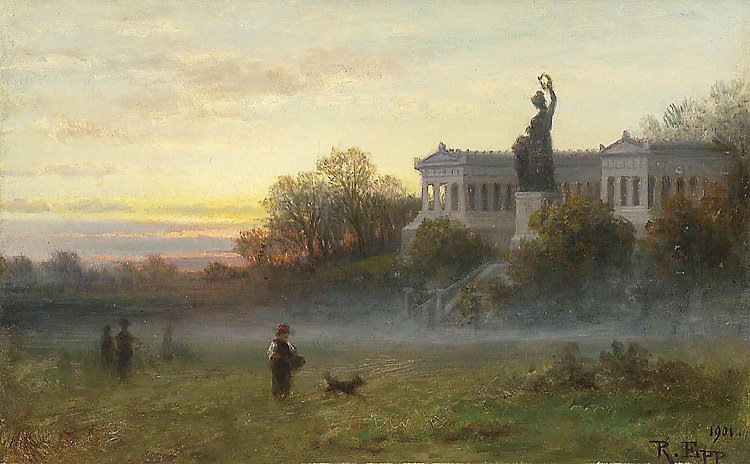
Rudolf Epp : la Bavaria et la Theresienwiese à Munich (environ 1900)

Déjà la construction du Walhalla avait donné lieu à une joute entre Leo von Klenze, défenseur du classicisme, et les architectes romantiques Peter Cornelius et Karl Friedrich Schinkel, pour qui un monument national allemand devait avoir un style typiquement allemand, le gothique étant le style allemand par excellence. Cornelius en voyant les dessins du Walhalla de Klenze déclare en 1820 : . Klenze voit à l'inverse dans le gothique une « accumulation infinie » d'ornements, « une victoire de l'artisanat sur l'art ». Le classique est par contre un selon lui un aperçu de la « vraie beauté », « supérieur à toute enrobage historique ou traditionnel ». Il est le seul style à la fois humain et intemporel.

#### Ébauches
Les quatre projets en concurrence sont les suivants :
- Friedrich von Gärtner dessine un bâtiment circulaire avec une grosse coupole avec un trou en son centre. Cette ébauche est extrêmement semblable à celles qui serviront à construire le Befreiungshalle de Kelheim quelques années plus tard. Les sources d'inspirations sont classiques avec en premier lieu le Panthéon de Rome, la coupole avec son orifice en étant bien sûr directement inspirée[7].

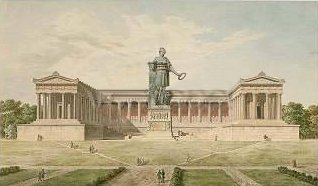
Ébauche de von Klenze

- Leo von Klenze en tant qu'architecte de la cour, connait les intentions de Louis Ier bien avant ses concurrents. Il peut de plus demander l'avis du roi sur ses esquisses et, autre avantage conséquent, a accès aux plans des projets concurrents. Son projet de Ruhmeshalle est peu innovant en lui-même. Le temple dorique est très semblable au Walhalla, la forme en U différenciant les deux. L'originalité se trouve intégralement dans la statue colossale se tenant devant le Ruhmeshalle, à savoir la Bavaria. Cette allégorie de la Bavière donne tout le corps à l'ensemble, le temple ne faisant en fait que l'accompagner[8].
- Joseph Daniel Ohlmüller a commencé sa carrière en adepte du classicisme et à notamment construit pour Klenze la Glyptothèque de Munich. Cependant il s'est converti au romantisme et lors de l'appel d'offres pour le Ruhmeshalle il défend le néogothique avec ferveur. Son œuvre principale est la Mariahilfkirche dans le quartier de Nockherberg, qui à l'époque est en construction. Ses esquisses concernant le Ruhmeshalle sont clairement néogothiques. Sur un haut socle, il prévoit un hall à huit côtés avec des pointes et des ogives, auquel sont reliées 7 chapelles. Au centre doit se tenir une statue de Louis Ier. Chaque chapelle correspond à une catégorie d'hommes illustres. Cependant il prévoit pas d'y disposer des bustes mais des peintures historiques montrant les personnages en action[9].

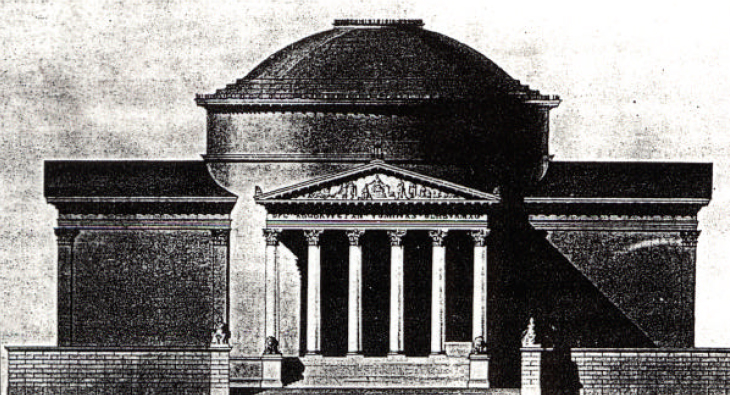
Esquisse de Ziebland

- Friedrich Ziebland lui n'a pas pris en compte les recommandations formulées pour l'appel d'offres. Son projet est très semblable au Walhalla avec un temple dorique. Seule la coupole et les dimensions de l'édifice permettent de différencier les deux temples[4].

En mars 1834, Louis fait connaître son verdict, il a mis au premier plan les questions budgétaires, et attribue de ce fait le projet à Leo von Klenze au détriment de ses concurrents. La statue colossale de Léo Klenze a eu sûrement un impact majeur sur sa décision, une telle œuvre de bronze n'ayant plus été réalisée depuis l'Antiquité. Le roi, visiblement flatté par l'idée de construire un tel édifice, écrit à propos du projet de Klenze : « Seul Néron et moi pouvons construire un tel colosse ».

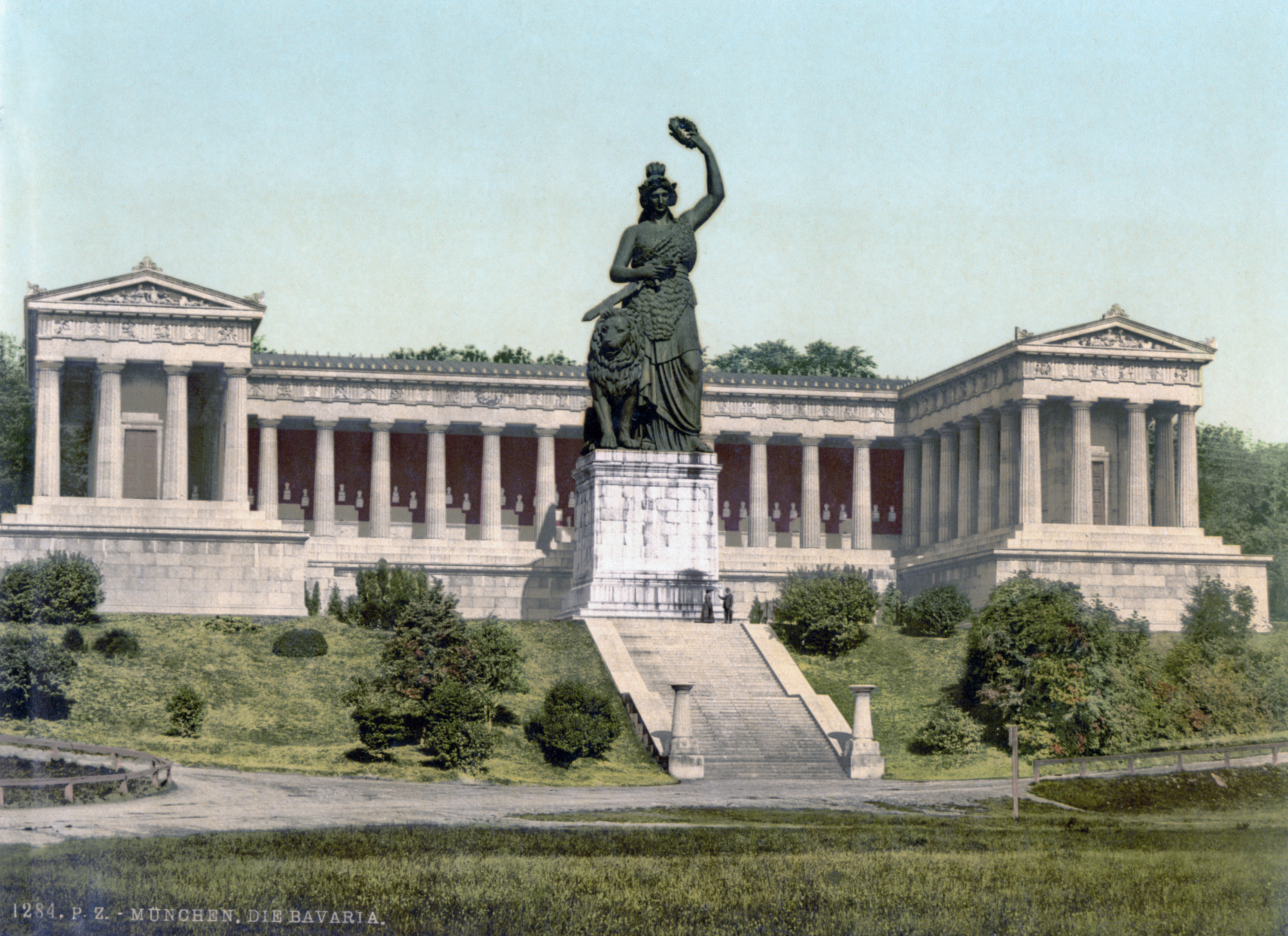
Le Ruhmeshalle et la Bavaria sur une carte postale du XIXe siècle

### Construction
Le bâtiment est érigé de 1843 à 1853. Il est conforme aux souhaits de Klenze, alors que la statue suit le chemin « germanisant » imposé par Schwanthaler. La statue porte en effet une peau d'ours, une épée de la paix et a à ses pieds un lion en symbole de force. À partir de 1853, les 74 premiers bustes sont disposés à l'intérieur du temple, suivis par 10 autres en 1868. En 1888 pour le centième anniversaire de Louis Ier on place un buste de lui au centre de l'édifice avec l'inscription: « KÖNIG LUDWIG I. ZUR FEIER SEINES 100. GEBURTSTAGES DAS DANKBARE MÜNCHEN », soit au roi Louis Ier pour son centième anniversaire, la reconnaissante Munich.

### XXesiècle
Lors de la Seconde Guerre mondiale, les attaques aériennes de 1944 ravagent le bâtiment et les bustes s'y trouvant. En 1966 le gouvernement régional bavarois décide, suivant les recommandations de la königlicher Stifter (fondation royale), de ne plus seulement considérer le Ruhmeshalle comme un musée du passé, mais un peu à la manière du panthéon de Paris, de continuer à honorer d'éminents Bavarois en ajoutant leurs bustes à la collection. 
Certains bustes endommagés ont été restaurés, ou sculptés à nouveau d'après des croquis, d'autres sont définitivement perdus. Les bustes des personnes disposant également d'un buste au Walhalla ne furent pas remplacés. En 1972, 1976 et 1987, on ajouta au total 17 bustes. Le 3 avril 2000, sept nouvelles personnes sont choisies pour entrer au Ruhmeshalle, pour la première fois, deux femmes. Le 15 janvier 2007, six nouvelles personnes sont honorées dont deux femmes. Leurs bustes sont inaugurés le 22 avril 2009.
La sélection des personnes entrant dans le Ruhmeshalle est faite par le conseil des ministres bavarois après un vote d'une commission d'experts constituée de membres : du ministère de la culture bavarois, de l'académie bavaroise des beaux-arts, de l'académie bavaroise des sciences, de l'administration des châteaux bavarois, de la maison pour l'histoire bavaroise, du ministère des finances bavarois et de l'université munichoise Louis-et-Maximilien. Le choix des sculpteurs suit un appel d'offres identique à celui pour n'importe quelle commande de l'administration des travaux publics. L'administration des châteaux bavarois accompagne le projet, les bustes étant finalement placés dans un monument historique.

## Bustes

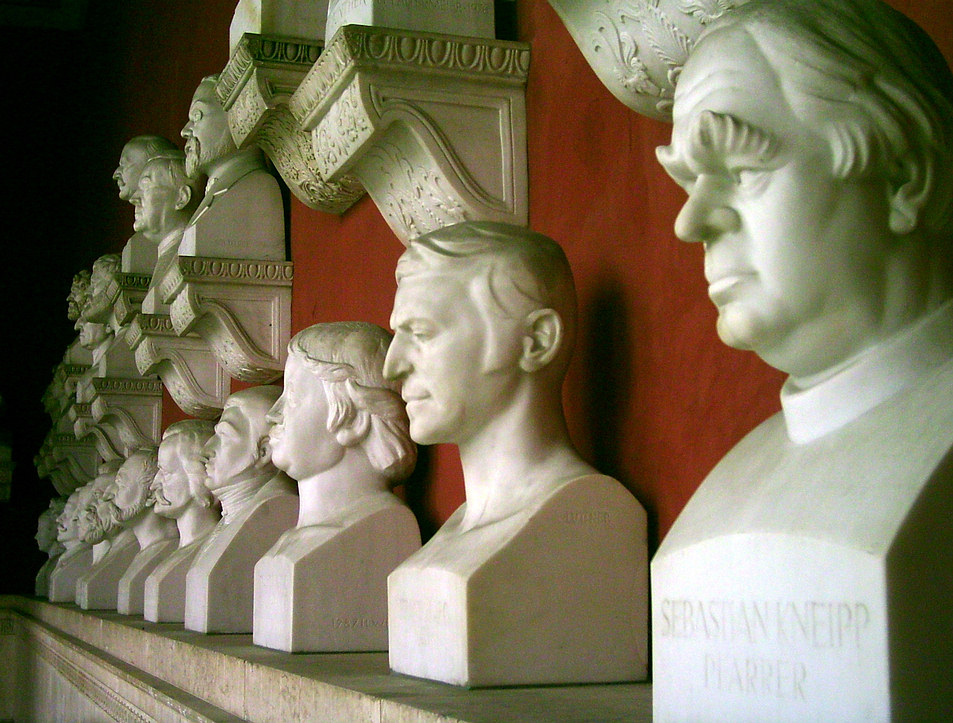
Bustes dans l'aile nord, Sebastian Kneipp

Les bustes doivent et devaient être le plus ressemblant possible. Cela est facile pour les personnes vivantes ou décédées depuis peu, cela l'est moins pour les autres. Des descriptions, tableaux ou autres images des personnes concernées furent utilisés pour réaliser les bustes. Louis Ier veillait personnellement à la précision des bustes disposés dans le Ruhmeshalle et dans le Walhalla, cela est démontré par ses correspondances notamment.
La sélection originale des bustes suit un dessein à la fois politique et pédagogique. Pour le premier, il fallait intégrer dans le Ruhmeshalle en plus de personnes issues de la Bavière ancienne, des personnes provenant des régions nouvellement acquises (1800) de Franconie et de Souabe afin de renforcer leurs sentiments d'appartenance à l'ensemble. L'aspect pédagogique est mis en évidence par le choix de philosophes, théologues, artistes et scientifiques que voulait mettre en avant Louis Ier.

### Liste des bustes
La liste suivante donne le nom et la description du métier des personnes représentées sur les bustes, telle qu'elle est effectivement décrite dans le Ruhmeshalle. À côté est donnée une traduction du métier en français.

#### Aile gauche, au mur

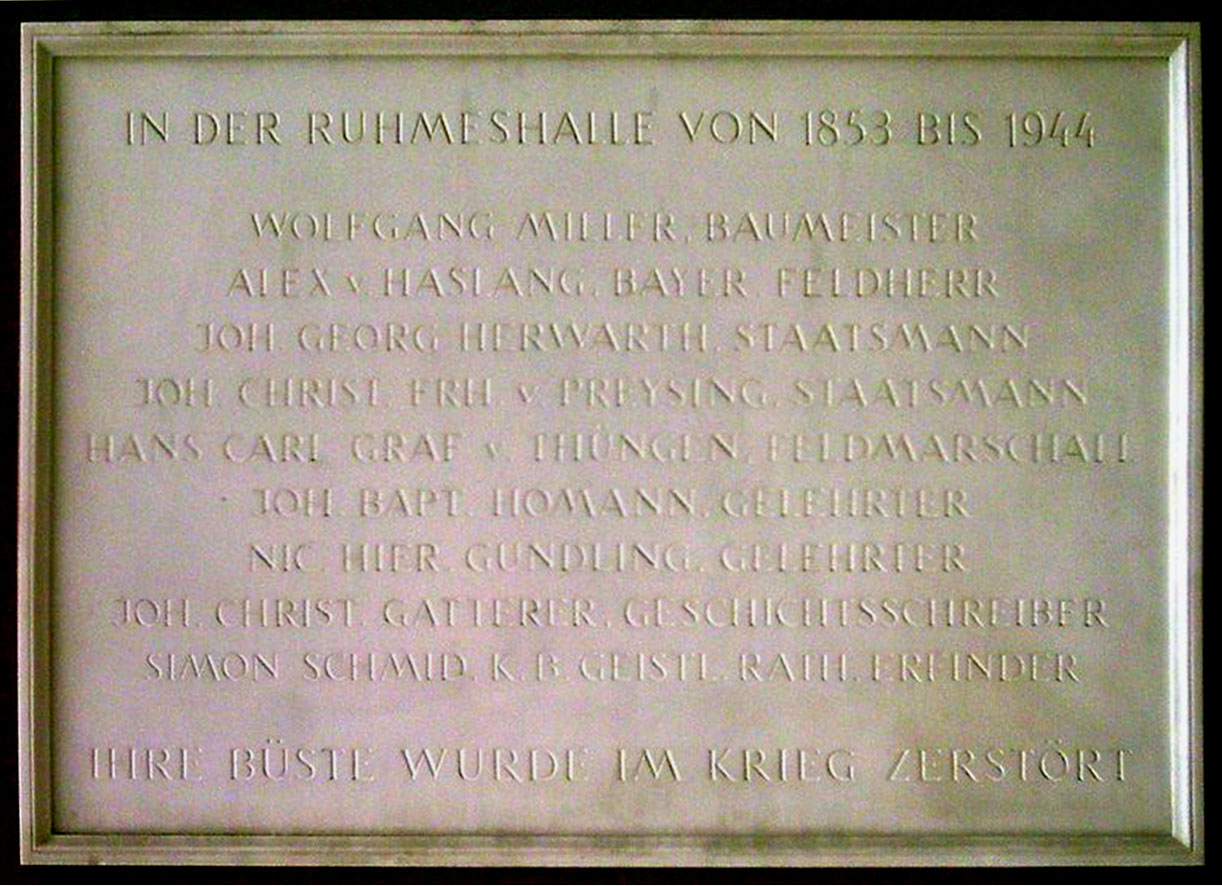
Plaque commémorative des bustes détruit en 1944

Bustes détruits en 1944 et commémorée par une plaque :
- Wolfgang Miller, architecte
- Alexander von Haslang, général
- Johann Georg von Herwarth, homme d'État
- Johann Christoph von Preysing, homme d'État
- Johann Karl von Thüngen, maréchal
- Johann Baptist Homann, savant
- Nikolaus Hieronymus Gundling, savant
- Johann Christoph Gatterer, historien
- Simon Schmid, inventeur

#### Mur gauche
- Martin Schongauer, peintre
- Martin Behaim, savant
- Adam Kraft, sculpteur
- Conrad Celtis, savant
- Johannes Trithemius, savant
- Michael Wolgemut, peintre
- Hans Holbein l'Ancien, peintre
- Willibald Pirckheimer, savant

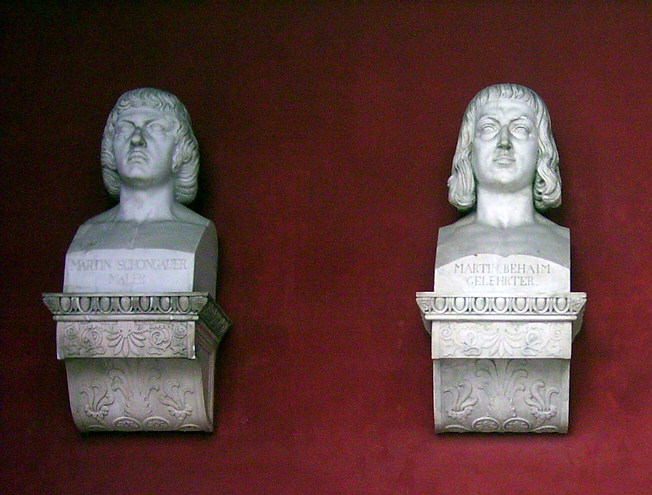
Martin Schongauer
Martin Behaim

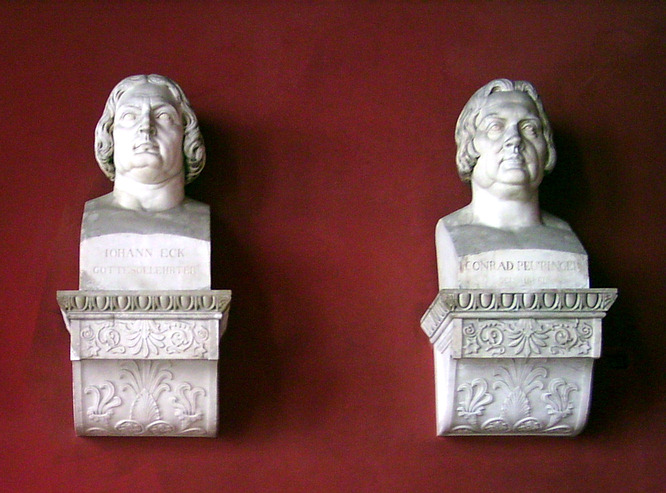
Johannes Eck
Conrad Peutinger

- Veit Stoss, Bildschaffender, littéralement créateur d'image
- Albrecht Altdorfer, peintre
- Hans Burgkmair, peintre
- Johannes Eck, théologien
- Konrad Peutinger, savant

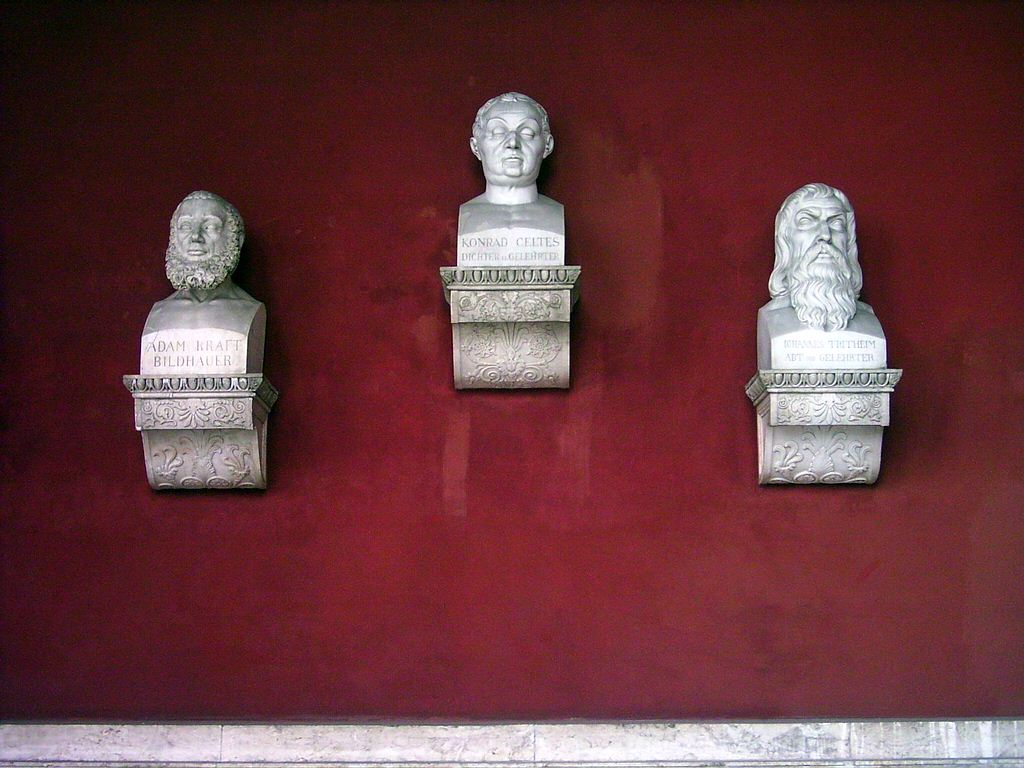
Adam Kraft Konrad Celtes Johannes Tritheim
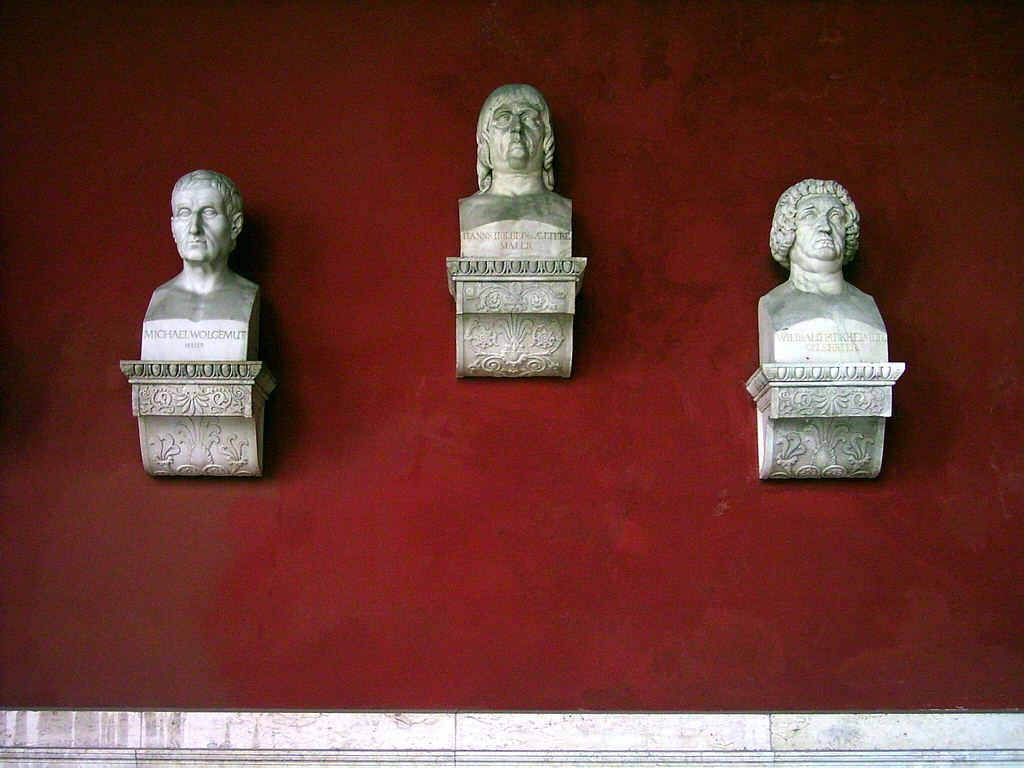
Michael Wolgemut Hans Holbein l'Ancien Willibald Pirckheimer
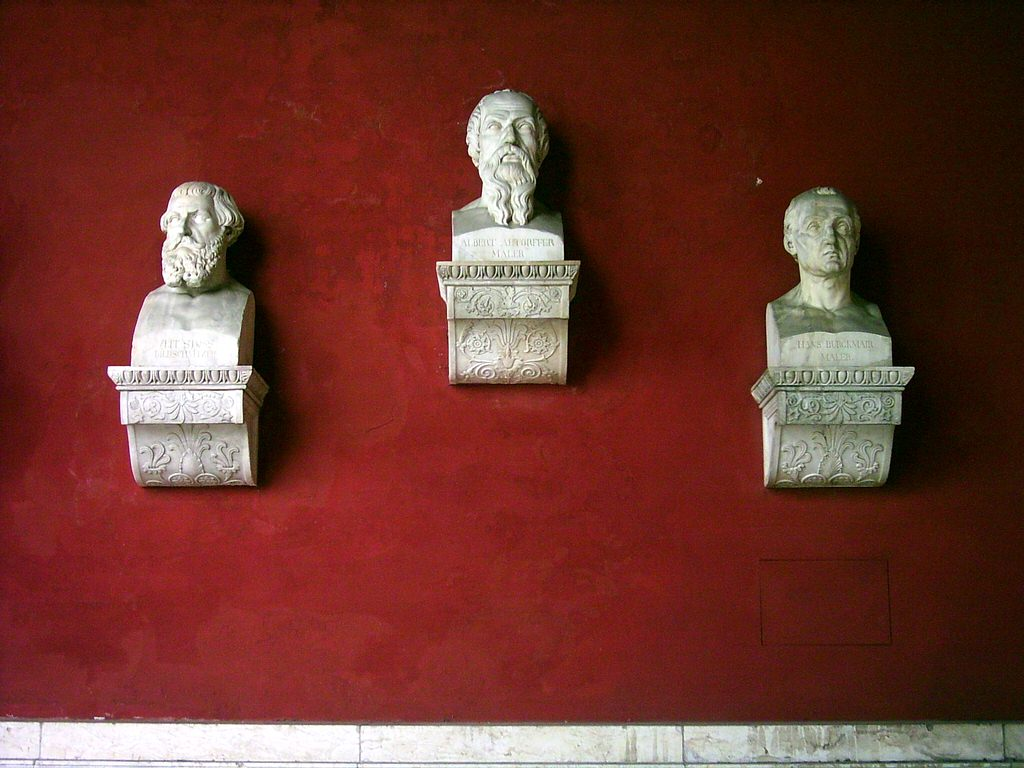
Veit Stoss Albrecht Altdorfer Hans Burgkmair

#### Mur du milieu
- Leonhard von Eck, chancelier
- Peter Apian, savant
- Lucas Cranach l'Ancien, peintre
- Christoph Amberger, peintre

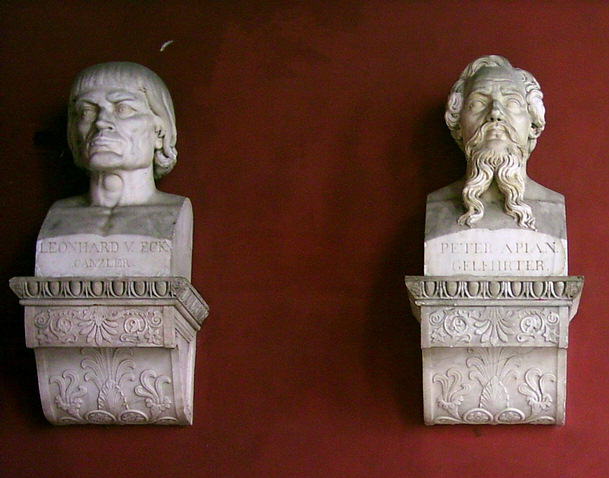
Leonhard von Eck
Peter Apian

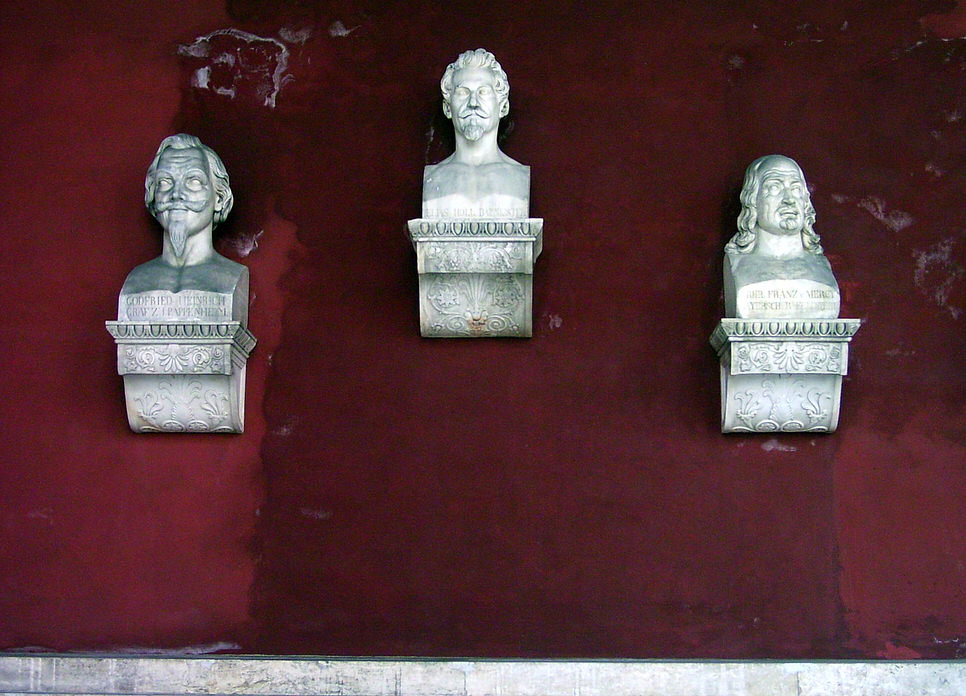
Gottfried Heinrich zu Pappenheim
Elias Holl
Franz von Mercy

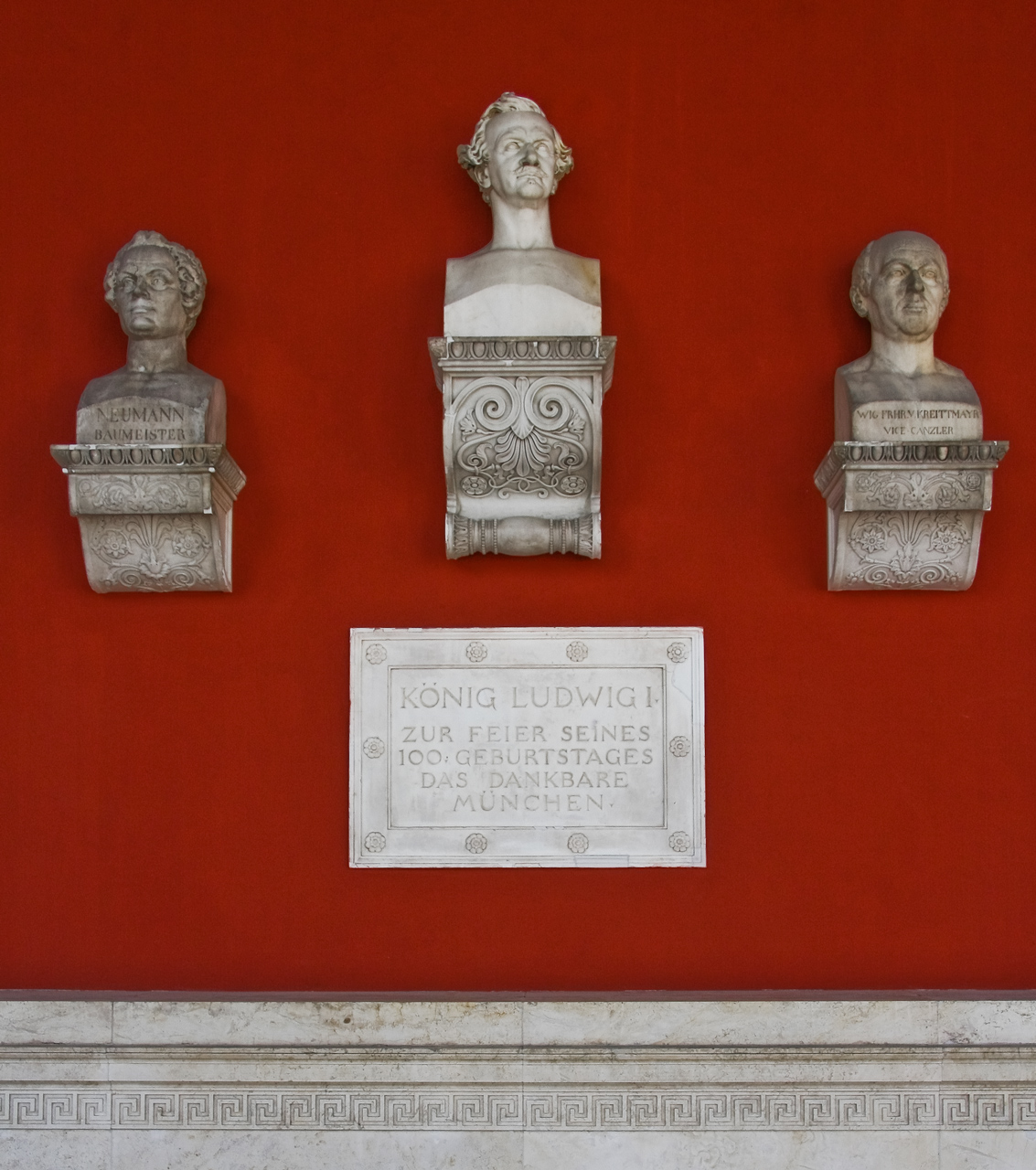
Balthasar Neumann
Louis Ier
Wiguläus von Kreittmayr

- Jakob Fugger, collectionneur d'art et savant
- Hans Sachs, poète
- Orlando di Lasso, compositeur
- Christoph Schwarz, peintre
- Pierre Canisius, théologien
- Peter Candid, artiste
- Jean t'Serclaes de Tilly, général
- Gottfried Heinrich zu Pappenheim, général
- Elias Holl, architecte
- Franz von Mercy, général
- Christoph Scheiner, prêtre et savant
- Barthélémy Holzhauser, prêtre
- Johann von Mandl, homme d'État
- Jakob Balde, poète
- Joachim von Sandrart, peintre
- Caspar von Schmitt, homme d'État
- Andreas Wolf, peintre
- Adriaen van der Werff, peintre
- Franz Joachim Beich, peintre
- Balthasar Neumann, architecte
- Louis Ier, roi de Bavière
- Wiguläus von Kreittmayr, vice-chancelier
- Sigmund von Haimhausen, scientifique
- Michael Ignaz Schmidt, historien
- Georg Joseph Vogler, compositeur
- Benjamin Thompson, homme d'État et savant
- Jean Paul, écrivain
- Georg Friedrich von Reichenbach, ingénieur en mécanique
- Joseph von Fraunhofer, physicien en optique
- Lorenz von Westenrieder, historien
- Johann Michael Sailer, évêque
- Aloïs Senefelder, inventeur
- August von Platen, poète
- Franz von Paula Schrank, biologiste
- Carl Philipp von Wrede, général
- Joseph Daniel Ohlmüller, architecte
- Franz von Baader, philosophe
- Eduard von Schenk, poète
- Joseph Pschorr, brasseur
- Friedrich von Gärtner, architecte
- Ludwig Schwanthaler, sculpteur
- Franz Xaver Gabelsberger, inventeur
- Carl Rottmann, peintre
- Johann Andreas Schmeller, savant
- Georg Simon Ohm, savant

sur les rebords :

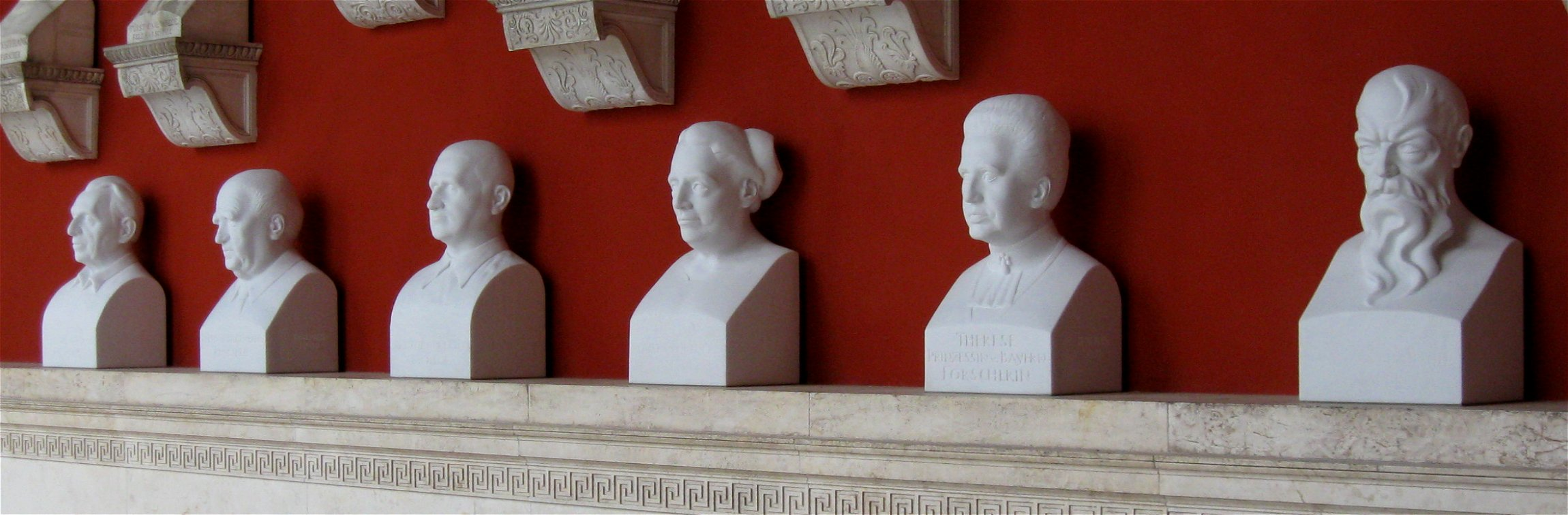
Bustes nouvellement placés en 2009

- Carl Orff, compositeur (inauguré le 22 avril 2009)
- Werner Heisenberg, physicien (inauguré le 22 avril 2009)
- Bertolt Brecht, poète (inauguré le 22 avril 2009)
- Emmy Noether, mathématicienne (inauguré le 22 avril 2009)
- Thérèse de Bavière, chercheuse (inauguré le 22 avril 2009)
- Franz von Lenbach, peintre (inauguré le 22 avril 2009)
- Karl Amadeus Hartmann, compositeur (inauguré le 3 avril 2000)
- Heinrich Otto Wieland, chimiste (inauguré le 3 avril 2000)
- Claus Schenk Graf von Stauffenberg, résistant (inauguré le 3 avril 2000)
- Georg Britting, poète
- Lena Christ, écrivaine

#### Mur droit
- Heinrich Maria von Hess, peintre
- Leo von Klenze, architecte
- Peter von Cornelius, peintre

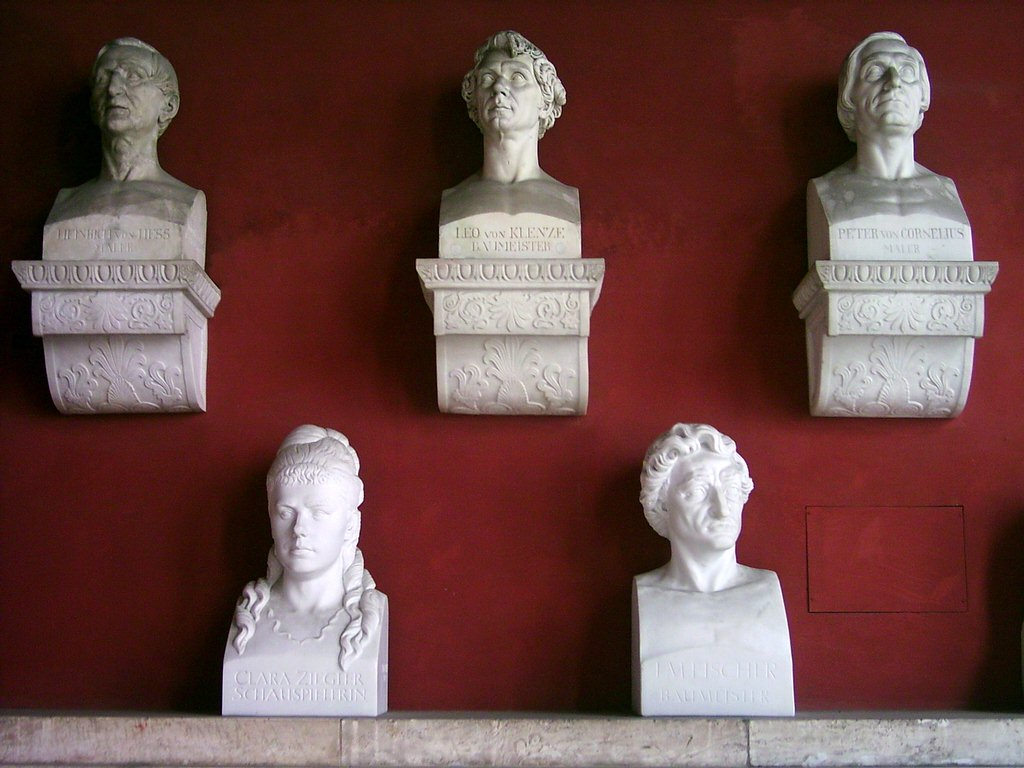
en haut: Hess, Klenze, Cornelius; en bas: Klara Ziegler, Johann M. Fischer

- Ferdinand von Miller, (inauguré en 1914), fondeur
- Christoph Dientzenhofer, architecte
- Wilhelm Leibl, peintre
- Rudolf Diesel, inventeur
- Ludwig Thoma, écrivain
- Sigmund von Riezler, historien
- Oskar von Miller, ingénieur en électricité
- Ignaz Günther, sculpteur
- Friedrich Koenig, inventeur
- Maximilian von Montgelas, homme d'État

sur les rebords :
- Klara Ziegler, actrice (inauguré le 3 avril 2000)
- Johann Michael Fischer, architecte (inauguré le 3 avril 2000)
- Arnold Sommerfeld, physicien
- Richard Willstätter, chimiste
- Adolf von Hildebrand, sculpteur
- Carl Spitzweg, peintre
- Hans von und zu Aufseß, fondateur du Germanisches Nationalmuseum
- Wilhelm Josef Behr, professeur de droit civil
- Franz Erwein Graf von Schönborn, noble
- Franz Marc, peintre
- Sebastian Kneipp, prêtre

#### Aile droite

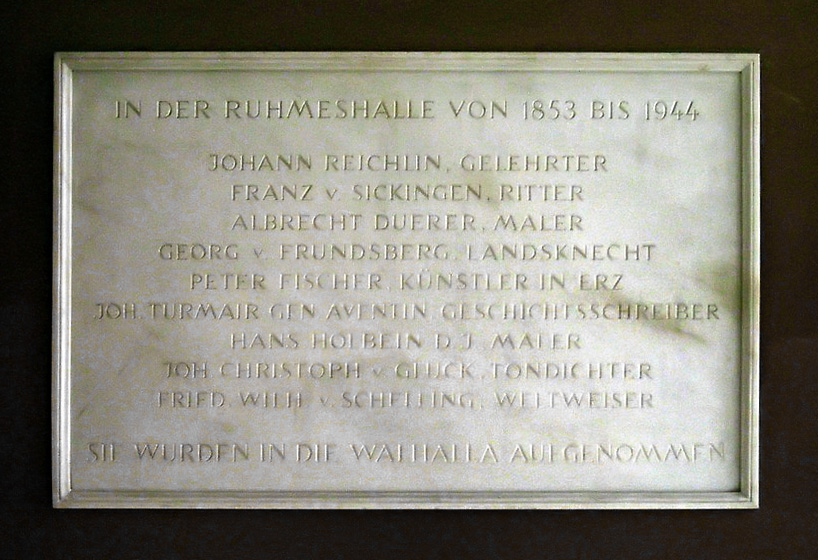
Plaque commémorative des bustes détruits en 1944 et transportés au Walhalla

Bustes détruits en 1944 et commémorée par une plaque :
- Johannes Reuchlin, savant
- Franz von Sickingen, chevalier
- Albrecht Dürer, peintre
- Georg von Frundsberg, lansquenet
- Peter Vischer l'Ancien, artiste du métal
- Johannes Aventinus, historien
- Hans Holbein le Jeune, peintre
- Christoph Willibald Gluck*, compositeur
- Friedrich Wilhelm Joseph von Schelling, philosophe

## Curiosités

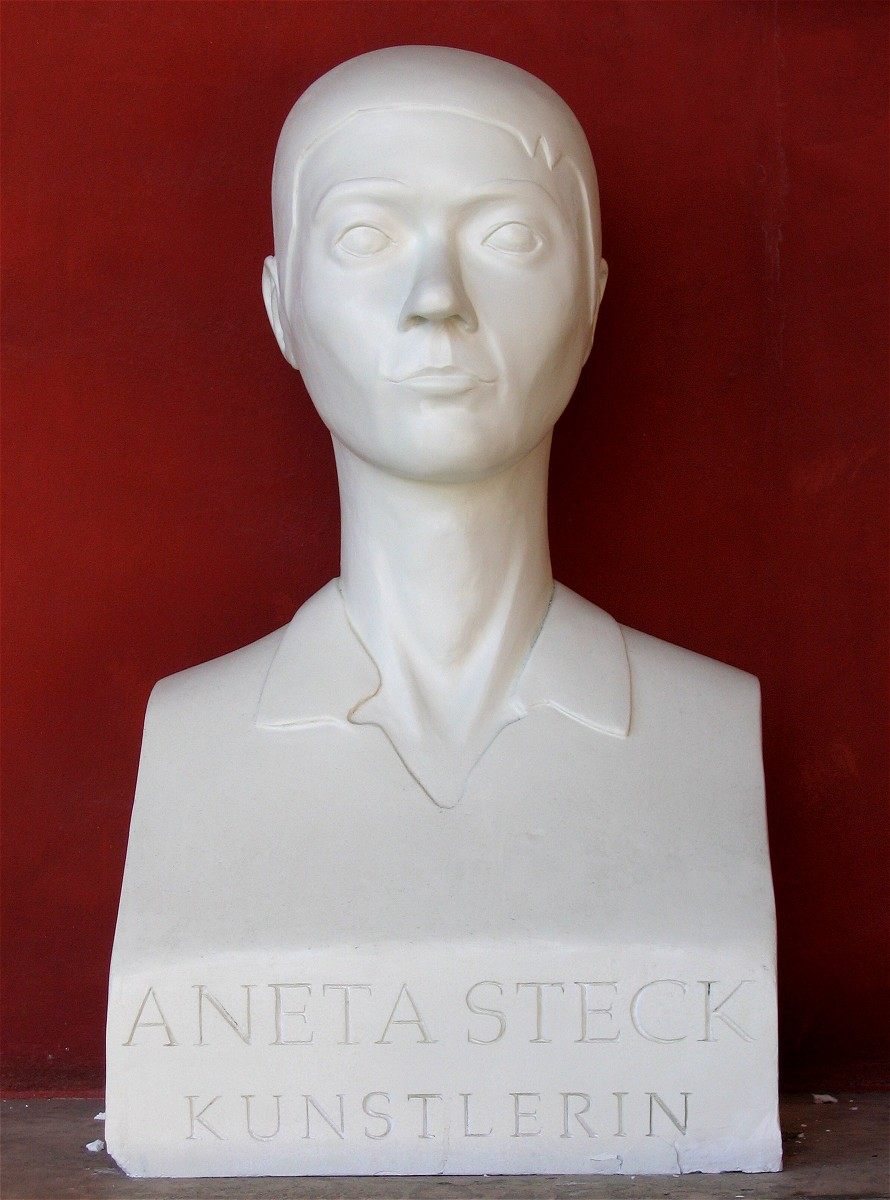
buste de plâtre d'une étudiante en art, placée par elle-même en 2006

Dans la résidence de Munich, on peut voir un buste de Mozart, que Louis Ier avait commandé alors qu'il était prince héritier et qui de toute évidence devait prendre place dans le Ruhmeshalle à long terme. Cependant le buste ne fut jamais présenté au public, probablement parce que lors de la visite de la veuve de Mozart, Constance, en 1835, celle-ci ne trouva pas le buste ressemblant à son défunt mari. En 1959, il est vendu à l'administration des châteaux bavarois qui le met en dépôt. Ce n'est qu'en 2006, dans le cadre des commémorations du 250ème anniversaire de la naissance de Mozart, que le buste est enfin présenté au public.
Sûrement pour protester contre la domination écrasante des bustes masculins dans l'édifice, une étudiante en art a placé en novembre 2006 son propre buste en plâtre dans le Ruhmeshalle. Il fut retiré et elle put le récupérer.

## Bibliographie

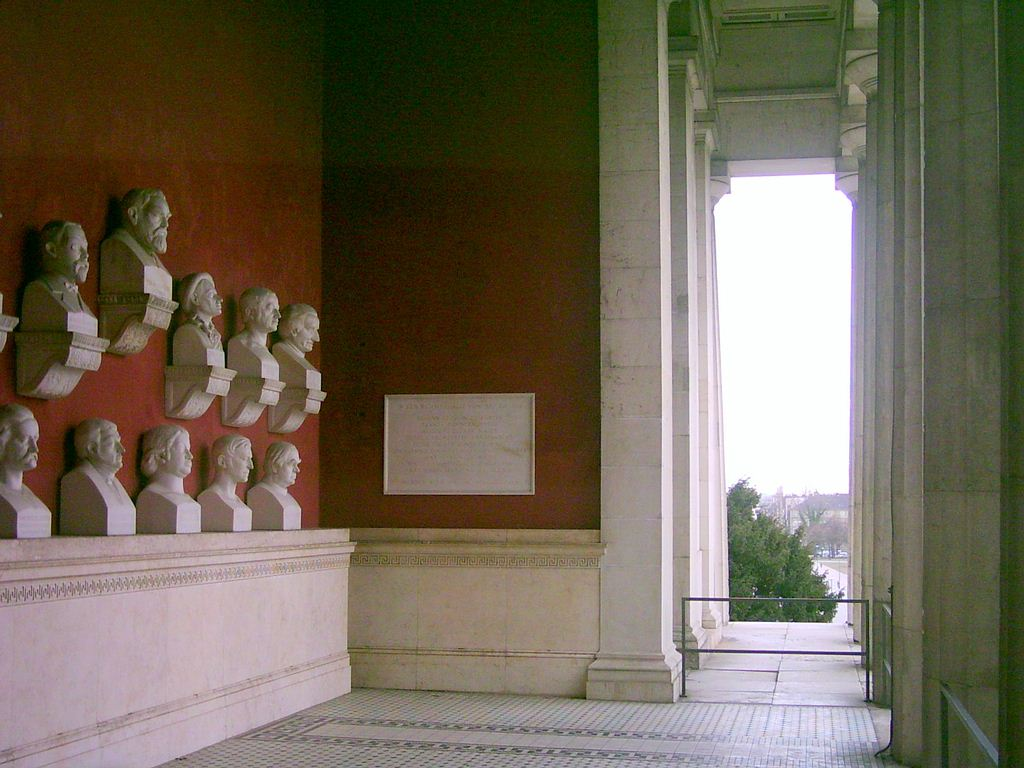
Aile nord du Ruhmeshalle